# خیابان بغداد، استانبول
خیابان بغداد (به ترکی استانبولی: Bağdat Caddesi) خیابانی معروف در قسمت آسیایی شهر استانبول است. این خیابان به طول تقریبی ۱۴ کیلومتر که به موازات دریای مرمره کشیده شده، مملو از کافه، رستوران و بوتیک است و تقریباً در تمام ساعات شبانه روز مملو از جمعیت است.
این خیابان از محله مالتپه شروع شده و تا محله کادیکوی ادامه دارد